# NK Bilogorac Veliko Trojstvo
Nogometni klub Bilogorac Veliko Trojstvo je nogometni klub iz Velikog Trojstva. Trenutačno se natječe se u 1. ŽNL Bjelovarsko-bilogorskoj.

## Povijest
Klub je osnovao Mato Knicl, koji je u Veliko Trojstvo doselio 1921. iz Bjelovara. Okupivši oko sebe skupinu mladića pretvorili su pašnjak iza Donkovićevog mlina u igralište, čime je započeo sportski život odlaskom na susrete s okolnim klubovima. Redovna natjecanja traju sve do početka Drugog svjetskog rata a zapisana su i imena nekih od igrača: Belobrajdić, Tulezi, braća Lokić i Kresović, Cvjetičan, Basta, Horvat, Lukić, braća Bačak, Antolić, Pirin, Ficko i Vrhovnik.
Klub djeluje i za vrijeme rata kada su igrali Donković, Kovačić, Maretić, Bujnak, Cutvarić i Đuro Keres. Ovaj posljednji igrao je od 1923 pa do 1943.

## Vanjske poveznice
- Stranice kluba  Arhivirana inačica izvorne stranice od 14. lipnja 2013. (Wayback Machine)